# Luisa Moreno
Luisa Moreno, geboren als  Blanca Rosa López Rodríguez, (* 30. August 1907 in Guatemala-Stadt; † 4. November 1992 in Guatemala) war eine guatemaltekische Führungspersönlichkeit in der Arbeiterbewegung der Vereinigten Staaten und eine soziale Aktivistin. Sie organisierte Arbeiter gewerkschaftlich, führte Streiks an, schrieb Pamphlete auf Englisch und Spanisch und berief 1939 den Congreso de Pueblos de Habla Española, die „erste nationale Sammlung für Bürgerrechte von Latinos“ ein. 1950 kehrte sie mit ihrer Tochter und ihrem zweiten Ehemann nach Guatemala zurück, um einer Ausweisung durch die Behörden zuvorzukommen.

## Leben
Moreno wurde als Blanca Rosa Lopez Rodriguez in einer wohlhabenden Familie in Guatemala als Tochter von Ernesto Rodriguez und seiner Frau Alicia Lopez Rodriguez geboren. Die Eltern schickten sie auf das katholische, private College of the Holy Names in Oakland schickte. Zurück in Guatemala organisierte sie Studentinnen, sich für die Rechte von Frauen bei der universitärer Bildung einzusetzen.
Rodríguez lehnte sich gegen ihren in Guatemala privilegierten Status auf, verzichtete auf ein Studium und ging nach Mexiko-Stadt, um als Journalistin für eine guatemaltekische Zeitung zu arbeiten. Sie heiratete in Mexiko-Stadt den Künstler Miguel Angel de Leon. Am 28. August 1928 zog sie mit ihrem Mann nach New York City. Dort wurde ihre Tochter Mytyl geboren.
Als die Great Depression einsetzte, arbeitete Rodríguez als Näherin in einem Sweatshop in Spanish Harlem, um ihre Tochter und ihren arbeitslosen Ehemann zu unterstützen. Sie erlebte am eigenen Leib die schlechten Arbeitsbedingungen und sie bekam Kontakt zu radikalen sozialistischen Arbeitern der Latino-Community. 1930 hatte sie einen Job in einer Cafeteria und führte dort ihren ersten Streik an.

## Gewerkschaftliche Arbeit
Im Jahr 1935 wurde Rodríguez von der American Federation of Labor (AFL) als hauptamtliche Organisatorin angestellt. Sie wurde Mitglied der Kommunistischen Partei der USA (CPUSA). Die CPUSA, die sich in der Zeit vor dem Zweiten Weltkrieg der Reform der Arbeitswelt und den Rechten der Frauen verschrieben hatte, war zu dieser Zeit die naheliegende Wahl.
Rodríguez taufte sich in Luisa Moreno um, um den zu dieser Zeit bekannten mexikanischen Arbeiterführer Luis Moreno zu ehren, aber auch um ihrer Familie in Guatemala Belästigungen aufgrund ihrer politischen Aktivitäten zu ersparen.
Sie verließ ihren Mann und ließ sich mit ihrer Tochter in Florida nieder, wo sie afroamerikanische und Latina-Zigarrenroller gewerkschaftlich organisierte. Sie trat dem Congress of Industrial Organizations (CIO) bei und wurde Vertreterin der United Cannery, Agricultural, Packing, and Allied Workers of America (UCAPAWA), deren spanischsprachige Zeitung sie 1940 herausgab. Als UCAPAWA-Vertreterin half sie, Arbeiter in Pekannussschalenfabriken in San Antonio, Texas, und Konservenfabrikarbeiter in Los Angeles zu organisieren. Sie förderte sie Allianzen zwischen Arbeitern in verschiedenen Fabriken. Sie ermutigte insbesondere Frauen, Führungsrollen in Gewerkschaftsorganisationen zu übernehmen.
Ab 1937 wirkte sie in Südkalifornien. Sie organisierte Konservenfabrikarbeiter in San Diego und überzeugte die Arbeitgeber, keine Streikbrecher einzustellen. Sie ließ sich im Stadtteil Encanto von San Diego nieder, das sie fortan als Basis für ihre landesweite Tätigkeit nutzte. In Kalifornien konnte sie auch den Horizont ihrer Arbeit von reiner Gewerkschaftsarbeit zu allgemeinen Bürgerrechten für Frauen und Latinos erweitern: Neben Josefina Fierro de Bright, Eduardo Quevedo und Bert Corona gehörte sie 1939 zu den Hauptorganisatoren des El Congreso de Pueblos de Habla Española, der sich zu einem wichtigen Sprachrohr mexikanisch-amerikanischer Akteure entwickelte, die die Organisation nutzten, um sich für Gesetzgebung und Reformen im Wohnungs- und Bildungswesen einzusetzen.
1940 wurde sie gebeten, vor dem American Committee for the Protection of the Foreign Born (ACPFB) zu sprechen. Ihre Rede, die als „Caravan of Sorrow“-Rede bekannt wurde, beschrieb wortgewaltig das Leben der mexikanischen Wanderarbeiter. Teile davon wurden in Flugblättern des ACPFB nachgedruckt und verbreitet. Darin erklärte sie:

„These people are not aliens. They have contributed their endurance, sacrifices, youth and labor to the Southwest. Indirectly, they have paid more taxes than all the stockholders of California's industrialized agriculture, the sugar companies and the large cotton interests, that operate or have operated with the labor of Mexican workers.“

„Diese Menschen sind keine Fremden. Sie haben ihre Ausdauer, ihre Opfer, ihre Jugend und ihre Arbeitskraft in den Südwesten eingebracht. Indirekt haben sie mehr Steuern gezahlt als alle Aktionäre der industrialisierten Landwirtschaft Kaliforniens, die Zuckergesellschaften und die großen Baumwollunternehmen, die mit der Arbeitskraft der mexikanischen Arbeiter operieren oder operiert haben.“

Mit dem Beginn des Zweiten Weltkriegs wurde die Rüstungsindustrie zu einem wichtigen Arbeitgeber in den Vereinigten Staaten, insbesondere in San Diego. Mexikaner durften jedoch nicht in der Erdölindustrie, den Werften und anderen kriegsrelevanten Bereichen arbeiten und wurden auf die am schlechtesten bezahlten Jobs verwiesen. Moreno kritisierte diese Diskriminierung und wies darauf hin, dass „Kalifornien durch die Arbeit und den Schweiß der mexikanischen Einwanderer, die sich um seine wichtigste Industrie, die Landwirtschaft, kümmerten, wohlhabend geworden ist. Jetzt haben sie einen wahren und dauerhaften Patriotismus gegenüber einem demokratischen Land entwickelt, das sich weigert, ihnen die Staatsbürgerschaft oder auch nur grundlegende Bürgerrechte zu geben.“
1942 wurde Moreno in den sogenannten „Sleepy-Lagoon-Mordprozess“ verwickelt, ein cause célèbre für die amerikanische Linke und mexikanisch-amerikanische Bürgerrechtsaktivisten. Zusammen mit ihrem langjährigen Freund Bert Corona und dem Anwalt Carey McWilliams organisierte sie das Sleepy Lagoon Defense Committee, um die angeklagten Jugendlichen zu entlasten. Neben der juristischen Verteidigung versuchte das Komitee, Gerüchte über „gewalttätige Banden“ von Pachucos aus der Welt zu schaffen und sensationslüsternen Berichten über einen städtischen „Guerillakrieg“ zwischen Pachucos und Militärs entgegenzuwirken. (Die Presse hatte Angriffe der Pachucos 1943 als „Zoot Suit Riots“ bezeichnet.) Das Komitee untersuchte auch Missbräuche seitens der Soldaten in San Diego und beriet den Stadtrat Charles C. Dail in dieser Angelegenheit. Sie lud Admiral David W. Bagley, den Kommandanten des elften Marinedistrikts in San Diego, zu einem Treffen von Gemeinde- und Gewerkschaftsführern aus der Region San Diego ein. Bagley reagierte nicht auf die Einladung. Weiterhin auf eine Untersuchung drängend, arbeitete Moreno mit McWilliams zusammen, um Beweise zu sammeln. Die Untersuchung empörte den kalifornischen Senator Jack B. Tenney, der Moreno öffentlich beschuldigte, an einer „antiamerikanischen Verschwörung“ beteiligt zu sein.
Im Februar 1947 heiratete sie Gray Bemis, einen Marine-Veteranen aus Nebraska, der 1932 Delegierter des Nationalkongresses der Socialist Party of America gewesen war und das Paar ließ sich endgültig in San Diego nieder. Bemis teilte Morenos Interesse an den Bürgerrechten der mexikanischen Amerikaner und fotografierte viele ihrer Aktivitäten. Entschlossen, eine klassische Ehefrau zu sein, zog sich Moreno von den meisten ihrer größeren Gewerkschaftsaktivitäten zurück und trat aus der Belegschaft des CIO aus. Sie blieb jedoch ein aktives, beitragszahlendes Mitglied der Gewerkschaft, unterstützte sie moralisch und war an diversen lokalen Projekten beteiligt. Sie schrieb einen Leitfaden, wie man Gewerkschaften organisiert. Sie wollte, dass andere ihre Fehler vermieden und das Projekt bekam viele autobiografische Facetten.

## Rückkehr nach Guatemala
In den 1950er Jahren führte der Immigration and Naturalization Service (INS) die Operation Wetback durch, um Mexikaner und mexikanische Amerikaner gewaltsam zu deportieren. Die Operation zielte vor allem auf Arbeiterführer ab. Während Moreno persönlich als höflich und gesetzestreu galt, hatte ihr ihr Aktivismus aber genug Feinde eingebracht. Sie und ihr Mann bekamen Drohbriefe wegen ihrer Arbeit gegen Polizeibrutalität. Senator Tenney, der sie als „gefährliche Ausländerin“ bezeichnete, war maßgeblich an ihrer Abschiebung beteiligt. Zu ihrer Unterstützung bildete sich ein Komitee und auch ein Flugblatt wurde gedruckt. Man bot ihr die Staatsbürgerschaft an, wenn sie gegen Harry Bridges aussagte, aber sie lehnte ab. Am 30. November 1950 verließen Moreno und Bemis die Vereinigten Staaten über Ciudad Juárez und machten sich langsam auf den Weg nach Mexiko-Stadt. Ihr Ausweisungsbefehl war mit der Begründung ausgestellt worden, dass sie einst Mitglied der Kommunistischen Partei gewesen war.
Schließlich ließ sich das Paar in Guatemala nieder, war aber gezwungen zu fliehen, als 1954 ein von der CIA unterstützter Putsch den progressiven Präsidenten Jacobo Arbenz Guzmán absetzte. Moreno und ihr Mann lebten danach in Mexiko-Stadt, wo Bemis aber 1960 erkrankte und trotz intensiver Pflege durch Moreno verstarb. Sie verbrachte danach eine kurze Zeit in Kuba nach der sozialistischen Revolution und lebte dann in Tijuana und Guadalajara und wirkte bis 1985 weiter als Sozialarbeiterin. Gegen Ende ihres Lebens holte ihr Bruder Ernesto sie nach Guatemala zurück, wo sie 1992 starb.

## Nachleben
Obwohl Luisa Moreno eine wichtige Figur im Pre-Chicano Movement und der amerikanischen Arbeiterbewegung ist, wurde ihre Rolle oft übersehen. Seit den 1970er Jahren haben Aktivisten und Historiker versucht, ihre Rolle in den Bewegungen zu rekonstruieren und ihr angemessene Anerkennung zukommen zu lassen.
Judy Chicago widmete ihr eine Inschrift auf den dreieckigen Bodenfliesen des Heritage Floor ihrer 1974 bis 1979 entstandenen Installation The Dinner Party. Die mit dem Namen Luisa Moreno  beschrifteten Porzellanfliesen sind dem Platz mit dem Gedeck für Sacajawea zugeordnet.
Die Künstlerin des Muralismo Judith F. Baca, die die Great Wall of Los Angeles erstellte zollt Moreno Tribut, indem sie ein Bild ihres Gesichts, umgeben von Bildern von Streikenden, zeigt. Morenos Geschichte wurde in der Installation „American Enterprise“ des National Museum of American History gezeigt.